# Blundell Park
Blundell Park – stadion piłkarski, położony w Cleethorpes, North East Lincolnshire, Anglia.
Oddany został do użytku w 1898 roku. Od tego czasu swoje mecze na tym obiekcie rozgrywa zespół Grimsby Town F.C. Jego pojemność wynosi 9052 miejsc. Rekordową frekwencję, wynoszącą 31 651 osób, odnotowano w 1937 podczas meczu 5. rundy FA Cup pomiędzy Grimsby Town F.C. a Wolverhampton Wanderers F.C..